# Nematogobius maindroni
Nematogobius maindroni é uma espécie de peixe da família Gobiidae e da ordem Perciformes.

## Morfologia
- Os machos podem atingir 8 cm de comprimento total.[4][5]

## Habitat
É um peixe de clima tropical (20 °C-25 °C) e demersal.

## Distribuição geográfica
É encontrado no Oceano Atlântico oriental: desde o Senegal até ao Golfo da Guiné e Angola.

## Observações
É inofensivo para os humanos.